# Thierry Hancisse
Thierry Hancisse, né le 20 novembre 1962 à Namur, est un acteur et metteur en scène de théâtre belge, il est le 486e sociétaire de la Comédie-Française.
Thierry Hancisse évolue principalement au théâtre. Il prête également sa voix pour diverses œuvres, étant le narrateur de plusieurs livres audio ainsi que l'interprète du capitaine Haddock dans plusieurs adaptations radiophoniques ou encore celui de Leonce, le roi des ours, dans La Fameuse Invasion des ours en Sicile. Il participe également au doublage de plusieurs productions étrangères, étant notamment la voix française régulière de Liev Schreiber ainsi que celle de Ben Mendelsohn et Philip Seymour Hoffman de manière occasionnelle.

## Biographie
Formé au cours Florent et à l'Académie théâtrale de Liège, il est également agrégé de l'Institut supérieur des Arts Plastiques de Liège (peinture artistique et décoration).
Il devient le 486e sociétaire de la Comédie-Française en 1993. Il est doyen de la troupe depuis le 1er janvier 2024.
En 2017, 2019, 2020 et 2023, il prête sa voix au personnage du capitaine Archibald Haddock dans les adaptations radiophoniques par France Culture des albums Les Sept Boules de cristal, Le Temple du Soleil, Les Bijoux de la Castafiore, Le Secret de La Licorne et Tintin au Tibet, d'après Les Aventures de Tintin d'Hergé,,,,. Il est également la nouvelle voix d'Arnold Schwarzenegger depuis la série Fubar.
Il est le père de Pierre Hancisse, ancien pensionnaire à la Comédie-Française.
Vie privée
Son fils, Pierre est également sociétaire du Français et comédien..

## Théâtre

### Comédie-Française
- Entrée à la Comédie-Française le 1er juin 1986
- 486e sociétaire le 1er janvier 1993

#### Comédien
- 1986 : Le Bourgeois gentilhomme de Molière, mise en scène Jean-Luc Boutté
- 1986 : Turcaret d'Alain-René Lesage, mise en scène Yves Gasc
- 1987 : Le Songe d'une nuit d'été de William Shakespeare, mise en scène Jorge Lavelli
- 1987 : Monsieur de Pourceaugnac de Molière, mise en scène Pierre Mondy
- 1987 : Polyeucte de Corneille, mise en scène Jorge Lavelli
- 1988 : La guerre de Troie n'aura pas lieu de Jean Giraudoux, mise en scène Raymond Gérôme
- 1989 : Comme il vous plaira de William Shakespeare, mise en scène Lluís Pasqual (es)
- 1989 : Lorenzaccio d'Alfred de Musset, mise en scène Georges Lavaudant
- 1989 : Amour pour amour de William Congreve, mise en scène André Steiger
- 1989 : Le Misanthrope de Molière, mise en scène Simon Eine
- 1989 : Britannicus de Racine, mise en scène Jean-Luc Boutté

- 1990 : Le Barbier de Séville de Beaumarchais, mise en scène Jean-Luc Boutté
- 1990 : La Mère coupable de Beaumarchais, mise en scène Jean-Pierre Vincent
- 1991 : Le roi s'amuse de Victor Hugo, mise en scène Jean-Luc Boutté
- 1991 : La Tragédie du roi Christophe d'Aimé Césaire, mise en scène Idrissa Ouedraogo
- 1992 : Pour Serge Rezvani lecture France Culture Comédie-Française Festival d'Avignon
- 1992 : Caligula d'Albert Camus, mise en scène Youssef Chahine
- 1993 : Dom Juan de Molière, mise en scène Jacques Lassalle
- 1993 : Antigone de Sophocle, mise en scène Ottomar Krejca
- 1993 : L'Impromptu de Versailles et Les Précieuses ridicules de Molière, mise en scène Jean-Luc Boutté, Salle Richelieu
- 1994 : Hamlet de William Shakespeare, mise en scène Georges Lavaudant,
- 1994 : Le Prince de Hombourg d'Heinrich von Kleist, mise en scène Alexander Lang, Théâtre Mogador, Salle Richelieu
- 1995 : Le Misanthrope de Molière, mise en scène Simon Eine
- 1995 : Le Prince de Hombourg de Heinrich von Kleist, mise en scène Alexander Lang, Salle Richelieu
- 1995 : Occupe-toi d'Amélie de Georges Feydeau, mise en scène Roger Planchon, Salle Richelieu
- 1996 : Clitandre ou l'Innocence délivrée de Corneille, mise en scène Muriel Mayette
- 1996 : Léo Burckart de Gérard de Nerval, mise en scène Jean-Pierre Vincent
- 1997 : La Vie parisienne de Jacques Offenbach, mise en scène Daniel Mesguich
- 1997 : Nathan le Sage de Gotthold Ephraïm Lessing, mise en scène Alexander Lang
- 1998 : La Cerisaie d'Anton Tchekhov, mise en scène Alain Françon
- 1998 : Mère Courage et ses enfants de Bertolt Brecht, mise en scène Jorge Lavelli, Salle Richelieu
- 1999 : Faust de Johann Wolfgang von Goethe/Gérard de Nerval, mise en scène Alexander Lang

- 2000 : Chat en poche de Georges Feydeau, mise en scène Muriel Mayette, Théâtre du Vieux-Colombier
- 2000 : Amorphe d'Ottenburg de Jean-Claude Grumberg, mise en scène Jean-Michel Ribes
- 2000 : L'École des maris de Molière, mise en scène Thierry Hancisse, tournée
- 2001 : Le Malade imaginaire de Molière, mise en scène Claude Stratz
- 2001 : Monsieur de Pourceaugnac de Molière, mise en scène Philippe Adrien, Théâtre du Vieux-Colombier
- 2001 : Ruy Blas de Victor Hugo, mise en scène Brigitte Jaques-Wajeman
- 2002 : Dom Juan de Molière, mise en scène Jacques Lassalle
- 2002 : Un jour de légende - Les Temps modernes de Victor Hugo d'après La Légende des siècles, poèmes lus à plusieurs voix
- 2002 : Amphitryon de Molière, mise en scène Anatoli Vassiliev
- 2002 : Le Dindon de Georges Feydeau, mise en scène Lukas Hemleb
- 2002 : Ruy Blas de Victor Hugo, mise en scène Brigitte Jaques-Wajeman
- 2003 : Monsieur de Pourceaugnac de Molière, mise en scène Philippe Adrien, Théâtre du Vieux-Colombier
- 2003 : La Nuit des rois de William Shakespeare, mise en scène Andrzej Seweryn
- 2003 : Dom Juan de Molière, mise en scène Jacques Lassalle
- 2004 : Le Dindon de Georges Feydeau, mise en scène Lukas Hemleb
- 2003 : Dom Juan de Molière, mise en scène Jacques Lassalle
- 2004 : Le Conte d'hiver de William Shakespeare, mise en scène Muriel Mayette, Studio-Théâtre
- 2004 : Le Grand Théâtre du monde suivi du Le Procès en séparation de l’âme et du corps de Pedro Calderón de la Barca, mise en scène Christian Schiaretti
- 2004 : Le Théâtre de…, mise en scène Joël Huthwohl, Théâtre du Vieux-Colombier
- 2004 : La Nuit des rois de William Shakespeare, mise en scène Andrzej Seweryn
- 2004 : Place des Héros de Thomas Bernhard, mise en scène Arthur Nauzyciel
- 2005 : Place des héros de Thomas Bernhard, mise en scène Arthur Nauzyciel, CDDB-Théâtre de Lorient
- 2005 : Le Malade imaginaire de Molière, mise en scène Claude Stratz
- 2006 : Tête d'or de Paul Claudel, mise en scène Anne Delbée, Théâtre du Vieux-Colombier
- 2006 : Cyrano de Bergerac d'Edmond Rostand, mise en scène Denis Podalydès
- 2007 : Sur la grand-route d'Anton Tchekhov, mise en scène Guillaume Gallienne, Studio-Théâtre
- 2007 : Le Misanthrope de Molière, mise en scène Lukas Hemleb
- 2007 : Le Malade imaginaire de Molière, mise en scène Claude Stratz
- 2007 : Cyrano de Bergerac d'Edmond Rostand, mise en scène Denis Podalydès
- 2008 : Penthésilée d'Heinrich von Kleist, mise en scène Jean Liermier
- 2008 : Le Misanthrope de Molière, mise en scène Lukas Hemleb
- 2008 : Le Voyage de monsieur Perrichon d'Eugène Labiche, mise en scène Julie Brochen, Théâtre du Vieux-Colombier
- 2009 : La Dispute de Marivaux, mise en scène Muriel Mayette, Théâtre du Vieux-Colombier
- 2009 : La prochaine fois je vous le chanterai cabaret chanté, mise en scène Philippe Meyer, Studio-Théâtre
- 2009 : Figaro divorce d'Ödön von Horváth, mise en scène Jacques Lassalle
- 2009 : Les Joyeuses Commères de Windsor de William Shakespeare, mise en scène Andrés Lima

- 2010 : Le Banquet de Platon, mise en scène Jacques Vincey, Studio-Théâtre
- 2010 : Cyrano de Bergerac d'Edmond Rostand, mise en scène Denis Podalydès
- 2010 : Les Femmes savantes de Molière, mise en scène Bruno Bayen, Théâtre du Vieux-Colombier
- 2010 : Un fil à la patte de Georges Feydeau, mise en scène Jérôme Deschamps, Salle Richelieu, Le Général
- 2011 : L'Opéra de quat'sous de Bertolt Brecht et Kurt Weill, mise en scène Laurent Pelly : Mackie Messer
- 2011 : L'École des femmes de Molière, mise en scène Jacques Lassalle, Salle Richelieu
- 2011 : Un fil à la patte de Georges Feydeau, mise en scène Jérôme Deschamps, Salle Richelieu, Le Général
- 2013 : Un fil à la patte de Georges Feydeau, mise en scène Jérôme Deschamps, Salle Richelieu, Le Général
- 2013 : Rituel pour une métamorphose de Saadallah Wannous, mise en scène Sulayman Al-Bassam, Salle Richelieu, le Mufti
- 2014 : Lucrèce Borgia de Victor Hugo, mise en scène Denis Podalydès, Salle Richelieu, Don Alphonse d'Este
- 2015 : Les Estivants de Maxime Gorki, mise en scène Gérard Desarthe, Salle Richelieu, Souslov
- 2016 : La Musica / La Musica deuxième de Marguerite Duras, mise en scène Anatoli Vassiliev, Théâtre du Vieux-Colombier, Lui
- 2017 : Intérieur de Maurice Maeterlinck, mise en scène Nâzim Boudjenah, Studio-Théâtre
- 2017 : Lucrèce Borgia de Victor Hugo, mise en scène Denis Podalydès, Salle Richelieu (reprise) Gubetta
- 2017 : La Résistible Ascension d'Arturo Ui de Bertolt Brecht, mise en scène Katharina Thalbach, Salle Richelieu, Ernesto Roma
- 2017 : L'Hôtel du libre échange de Georges Feydeau, mise en scène Isabelle Nanty, Salle Richelieu
- 2017 : La Tempête de William Shakespeare, mise en scène Robert Carsen, Salle Richelieu, Alonso
- 2019 : Fanny et Alexandre de Ingmar Bergman, mise en scène Julie Deliquet, Salle Richelieu, Edvard Vergerus
- 2019 : La Vie de Galilée de Bertolt Brecht, mise en scène Eric Ruf, Salle Richelieu
- 2021 : Sans famille de Hector Malot, mise en scène Léna Bréban, Théâtre du Vieux-Colombier
- 2023 : Le Chien - Les Contes du chat perché de Marcel Aymé, mise en scène Raphaëlle Saudinos et Véronique Vella, Studio-Théâtre
- 2024 : Six Personnages en quête d'auteur de Luigi Pirandello, mise en scène Marina Hands, Théâtre du Vieux-Colombier
- 2025 : Le Moche de Marius von Mayenburg, mise en scène Aurélien Hamard-Padis, Studio-Théâtre

#### Metteur en scène
- 2000 : L'École des maris de Molière
- 2001 : Sganarelle ou le Cocu imaginaire de Molière, Studio-Théâtre
- 2006 : L'Inattendu de Fabrice Melquiot, Studio-Théâtre

### Hors Comédie-Française

#### Comédien
- 1983 : Fastes d'enfer de Michel de Ghelderode, Maison de la Culture de Liège
- 1983 : L'Escurial de Michel de Ghelderode, Centre culturel de Namur et Seraing
- La Dame aux camélias d'Alexandre Dumas fils
- Maglia d'après Victor Hugo
- Le Droit du Seigneur de N. Wright, Espace Cardin
- La Joyeuse Apocalypse
- Tête d'or de Paul Claudel
- 1983 : La Provinciale d'Ivan Tourgueniev
- Momo de Michael Ende, spectacle pour enfants
- 1992 : Hommage à Octavio Paz, lecture Festival d'Avignon
- 1992 : La vie est un songe de Pedro Calderón de la Barca, mise en scène José Luis Gomez, Odéon-Théâtre de l'Europe, Sigismond
- 1993 : Edouard II de Christopher Marlowe, mise en scène Luis Pasqual, Théâtre du Haut-Allier, Edouard II
- 2012 : Macbeth de William Shakespeare, mise en scène Laurent Pelly, Théâtre national de Toulouse Midi-Pyrénées
- 2013 : Rituel pour une métamorphose de Saadallah Wannous, mise en scène Sulayman Al-Bassam, Théâtre du Gymnase, le Mufti
- 2013 : Macbeth de William Shakespeare, mise en scène Laurent Pelly, Théâtre Nanterre-Amandiers

#### Metteur en scène
- 1983 : L'Escurial de Michel de Ghelderode, Belgique
- 1985 : Dommage qu'elle soit une putain de John Ford, Cours Florent
- 1997 : Le Médecin malgré lui de Molière, Cours Florent

## Créations radiophonique
Coproduction et coédition France Culture, Moulinsart et La Comédie Française
- Les Sept Boules de cristal : le capitaine Archibald Haddock
- Le Temple du Soleil : le capitaine Archibald Haddock
- Les Bijoux de la Castafiore : le capitaine Archibald Haddock

## Filmographie

### Cinéma
- 1997 : Saraka bò de Denis Amar : Simon
- 1999 : La Bûche de Danièle Thompson : le fleuriste
- 2000 : Parties d'Antoine le Bos (court-métrage) : l'homme
- 2001 : Sur le bout des doigts d'Yves Angelo : Pierre
- 2003 : Avant l'oubli d'Augustin Burger : le second inspecteur
- 2004 : Nuit noire de Daniel Colas : Tony
- 2004 : Gabrielle de Patrice Chéreau : le rédacteur en chef
- 2005 : Le Couperet de Costa-Gavras : l'inspecteur Kesler
- 2007 : Broken English de Zoe Cassavetes : Monsieur Larson
- 2006 : Mon colonel de Laurent Herbiet : le commissaire Quitard
- 2007 : Le Candidat de Niels Arestrup : Eric Carson
- 2008 : Coupable de Laetitia Masson : l'homme du divorce
- 2009 : Une affaire d'État d'Éric Valette : Jacques Perrot
- 2009 : La Régate de Bernard Bellefroid : Thierry
- 2009 : Un soir au club de Jean Achache : Simon Nardis
- 2010 : Une exécution ordinaire de Marc Dugain : un ouvrier
- 2010 : L'Âge de raison de Yann Samuell : Mathieu
- 2011 : Schlafkrankheit d'Ulrich Köhler : Gabor
- 2011 : Minuit à Paris (Midnight In Paris) de Woody Allen : un convive de la fête des années 1920
- 2012 : Renoir de Gilles Bourdos : le brocanteur
- 2015 : Jamais de la vie de Pierre Jolivet : Etienne
- 2015 : La Dame dans l'auto avec des lunettes et un fusil de Joann Sfar : le garagiste
- 2015 : Maître-chien (court métrage) de Jean-Alain Laban : Didier
- 2016 : Arès de Jean-Patrick Benes : le coach
- 2016 : The Model (da) de Mads Matthiesen : le coach
- 2016 : La Forêt de Quinconces de Grégoire Leprince-Ringuet : le clochard
- 2017 : Vent du nord de Walid Mattar : Bernard[7]
- 2020 : As de trèfle (court métrage) d'Henri Kebabdjian : Nathan
- 2024 : Eat the Night de Caroline Poggi et Jonathan Vinel : le père de Pablo et Apolline
- 2024 : Planète B d'Aude-Léa Rapin : le père de Julia

### Télévision
- 1988 : L'Argent de Jacques Rouffio : Jordan
- 1989 : À corps et à cris de Josée Dayan, Michel Sauvet
- 1990 : Sniper de Klaus Bierdemann : le client du café
- 1992 : L'Arbre de la discorde de François Rossini : Pierre
- 1996 : Les Liens du cœur de Josée Dayan : Henri
- 1998 : La Course de l'escargot de Jérôme Boivin : Ernest
- 1999 : Les Duettistes : une dette mortelle d'Alain Tasma : Garnier
- 2000 : Madame le Proviseur, épisode L'Oeil du singe de Sébastien Grall : Jean-René Laffert
- 2001 : Madame le Proviseur, épisode Le Secret de Polichinelle de Sébastien Grall : Jean-René Laffert
- 2004 : Sœur Thérèse.com, saison 1 épisode 5, Sang d'encre de Didier Grousset : Raphaël Sommelier
- 2005 : Diane, femme flic, saison 3 épisode 3, Parents indignes d'Etienne Dhaene : Sébastien
- 2005 : Julie Lescaut, épisode 4 saison 14, Faux semblants d'Alain Wermus : Hugo Dampierre
- 2005 : Eliane de Caroline Huppert : Daniel Simon
- 2006 : Section de recherches, saison 1 épisode 1, Arrêt d'urgence de Vincenzo Marano : Sylvio Cipriani
- 2006 : Le Grand Charles de Bernard Stora : Olivier Guichard
- 2006 : Sharpe's Challenge de Tom Clegg : Bonnet
- 2007 : La Légende des trois clefs de Patrick Dewolf : le président Rohmer
- 2008 : Mitterrand à Vichy de Serge Moati : le commissaire Pinot
- 2008 : A droite toute de Marcel Bluwal (mini série) :
- 2009 : Un viol de Marion Sarraut : Marc
- 2009 : Histoires de vies, épisode Des mots d'amour de Thomas Bourguignon : Pierre Decourcelle
- 2010 : Chateaubriand de Pierre Aknine
- 2010 : En apparence de Benoît d'Aubert : Jacques
- 2010 : Equipe médicale d'urgence, saison 3 épisode 5, Addiction d'Etienne Dhaene : Fifi
- 2010 : Boulevard du Palais, saison 12 épisode 1, Un marché de dupes de Thierry Petit : Castel
- 2011 : La Bonté des femmes de Marc Dugain et Yves Angelo
- 2011 : La Très excellente et divertissante histoire de François Rabelais d'Hervé Baslé
- 2011 : Flics, saison 2 épisode 1, Levée d'écrou d'Olivier Marchal : Le préfet (saison 2)
- 2012 : L'Affaire Gordji : Histoire d'une cohabitation de Guillaume Nicloux :
- 2012 : ça ne peut pas continuer comme ça ! de Dominique Cabrera : Antoine Rabelais
- 2013 : Une femme dans la Révolution de Jean-Daniel Verhaeghe : Charles-Henri Sanson
- 2013 : Alias Caracalla, au coeur de la résistance d'Alain Tasma : Bessonneau
- 2014 : Couvre-feu de Harry Cleven : Goran
- 2014 : L'Héritière d'Alain Tasma : Xavier Tesson
- 2016 : Les Petits meurtres d'Agatha Christie, saison 9 épisode 2, Le Cheval pâle d'Olivier Panchot : Eugène Dacosta
- 2017 : Agathe Koltès, saison 1 épisode 3, Dernière navette de Christian Bonnet : Yann Mezec
- 2018 : Quand sort la recluse de Josée Dayan : Capitaine Voisenet
- 2019 : Jeux d'influence de Jean-Xavier de Lestrade : Andrew Percy
- 2021 : Capitaine Marleau, épisode Claire obscur de Josée Dayan : Pierre-Antoine
- 2021 : Coups de sang de Christian Bonnet : Bernard Duquesne

## Doublage

### Cinéma

#### Films
- Liev Schreiber dans (11 films) :
  - Hôtel Woodstock (2009) : Vilma
  - Les Insurgés (2009) : Zus Bielski
  - Salt (2010) : Ted Winter
  - Repo Men (2010) : Frank
  - Le Prodige (2014) : Boris Spassky
  - Spotlight (2016) : Marty Baron
  - La Cinquième Vague (2016) : Colonel Vosch
  - Goon: Last of the Enforcers (2017) : Ross « The Boss » Rhea
  - The French Dispatch (2021) : l'animateur du talk-show
  - Asteroid City (2023) : J. J. Kellogg
  - Golda (2023) : Henry Kissinger

- John Travolta dans (5 films) :
  - Cœurs perdus (2006) : Elmer C. Robinson
  - Hairspray (2007) : Edna Turnblad
  - Face à face (2013) : Emil Kovac
  - In a Valley of Violence (2016) : Marshal Clyde Martin
  - The Poison Rose (2019) : Carson Philips

- Philip Seymour Hoffman dans (5 films) : 
  - Les Marches du pouvoir (2011) : Paul Zara
  - The Master (2012) : Lancaster Dodd
  - Hunger Games : L'Embrasement (2013) : Plutarch Heavensbee
  - Hunger Games : La Révolte, partie 1 (2014) : Plutarch Heavensbee
  - Hunger Games : La Révolte, partie 2 (2015) : Plutarch Heavensbee

- Ben Mendelsohn dans (4 films) :
  - Rogue One: A Star Wars Story (2016) : le directeur Orson Krennic
  - Captain Marvel (2019) : Talos, leader des Skrulls / Keller, le supérieur de Nick Fury
  - Spider-Man: Far From Home (2019) : le général Talos (caméo non crédité, scène post-générique)
  - Le Roi (2019) : Henri IV

- Tom Wilkinson dans :
  - Mr. Ripley et les Ombres (2005) : John Webster
  - Michael Clayton (2007) : Arthur Edens

- Willem Dafoe dans :
  - Antichrist (2009) : Lui[8]
  - Nymphomaniac (2014) : L

- Richard Brake dans :
  - Vesper Chronicles (2022) : Darius
  - Last Stop : Yuma County (2023[9]) : Beau

- Danny Huston dans :
  - Horizon : Une saga américaine, chapitre 1 (2024) : le colonel Houghton
  - The Crow (2024) : Vincent Roeg

- 2003 : In the Cut : Détective Rodriguez (Nick Damici)
- 2007 : Le Nombre 23 : Walter Sparrow (Jim Carrey)
- 2009 : Blood Creek : Otto Wollner (Rainer Winkelvoss)
- 2010 : The Ghost Writer : John Maddox (James Belushi)
- 2010 : Twelve : Lionel (Curtis « 50 Cent » James Jackson III[10])
- 2010 : Mange, prie, aime : ? (?)
- 2011 : Melancholia : John (Kiefer Sutherland)
- 2012 : Blanche-Neige et le Chasseur : le Miroir (Christopher Obi)
- 2012 : Des saumons dans le désert : Bernard Sugden (Conleth Hill)
- 2013 : At Any Price : Jim Johnson (Clancy Brown)
- 2013 : Jack Reacher : voix additionnelles
- 2014 : Les Nouveaux Sauvages : Simón (Ricardo Darín)
- 2014 : Les Jardins du roi : Thierry Duras (Steven Waddington)
- 2014 : Inherent Vice : Sauncho Smilax (Benicio del Toro)
- 2015 : Le Labyrinthe : La Terre brûlée : Marcus (Alan Tudyk)
- 2015 : Macbeth : Macduff (Sean Harris)
- 2015 : The Boy : William Colby (Rainn Wilson)
- 2016 : Le Chasseur et la Reine des glaces : le Miroir magique (Fred Tatasciore)
- 2016 : Les Sept Mercenaires : Jack Horne, le pisteur (Vincent D'Onofrio)
- 2017 : XXX: Reactivated : le directeur de la CIA (Al Sapienza)
- 2017 : Split : Oncle John (Brad William Henke)
- 2017 : Justice League : le cambrioleur appréhendé par Batman (Holt McCallany) (caméo non crédité)
- 2018 : In the Fade : Haberbeck (Johannes Krisch)
- 2018 : Boy Erased : Marshall Eamons (Russell Crowe)
- 2018 : Marie Stuart, reine d'Écosse : Matthew Stewart (Brendan Coyle)
- 2019 : Velvet Buzzsaw : Ray Ruskinspear (Marco Rodríguez)
- 2019 : The Irishman : Anthony « Fat Tony » Salerno (Domenick Lombardozzi)
- 2019 : Adults in the Room : ? (?)
- 2021 : Bloody Milkshake : Jim McAlester (Ralph Ineson)
- 2021 : Licorice Pizza : Rex Blau (Tom Waits)
- 2021 : The Execution : Issa Davydov (Niko Tavadze)
- 2022 : Sous sa coupe : Julio (Pedro Casablanc)
- 2023 : Les Gardiens de la Galaxie Vol. 3 : Bletelsnort (Benjamin Byron Davis)
- 2023 : Caravage : le frère Giordano (Gianfranco Gallo)
- 2023 : Death Business : Raymond Loewen (Bill Camp)
- 2023 : Napoléon : Talleyrand (Paul Rhys)
- 2023 : Aquaman et le Royaume perdu : le roi Nérée (Dolph Lundgren)
- 2024 : Megalopolis : Fundi Romaine (Laurence Fishburne)

#### Films d'animation
- 2011 : Le Chat potté : Comandante[11]
- 2014 : Les Boxtrolls : Monsieur Gratton
- 2016 : Le Garçon et la Bête : Kumatetsu
- 2018 : Spider-Man: New Generation : Wilson Fisk, le Caïd[12]
- 2019 : La Fameuse Invasion des ours en Sicile : Léonce, le roi des ours (création de voix)
- 2019 : L'Extraordinaire Voyage de Marona : Istvan (création de voix)
- 2020 : Aya et la sorcière : Mandrake
- 2022 : Pinocchio : le Podestat[13]
- 2025 : Une nuit au zoo : Dan, le puma[14]

### Télévision

#### Séries télévisées
- Vincent D'Onofrio dans (6 séries) :
  - Daredevil (2015-2018) : Wilson Fisk / le Caïd
  - Interrogation (en) (2020) : le sergent Ian Lynch (4 épisodes)
  - Ratched (2020) : le gouverneur George Milburn
  - Hawkeye (2021) : Wilson Fisk / le Caïd (mini-série)
  - Echo (2024) : Wilson Fisk / le Caïd (mini-série)
  - Daredevil: Born Again (2025) : Wilson Fisk / le Caïd

- Jason Beghe dans (5 séries) :
  - Chicago Fire (2012-2020) : le sergent Henry « Hank » Voight (24 épisodes)
  - Chicago Police Department (depuis 2014) : le sergent Henry « Hank » Voight
  - New York, unité spéciale (2014-2016) : le sergent Henry « Hank » Voight (3 épisodes)
  - Chicago Med (2016-2019) : le sergent Henry « Hank » Voight (3 épisodes)
  - Chicago Justice (2017) : le sergent Henry « Hank » Voight

- Ben Mendelsohn dans :
  - Secret Invasion (2023) : Talos (mini-série)
  - The New Look (2024) : Christian Dior
  - Andor (2025) : Orson Krennic (saison 2)

- Liev Schreiber dans :
  - Ray Donovan (2013-2020) : Raymond « Ray » Donovan (82 épisodes)
  - Une lueur d'espoir (2023) : Otto Frank (mini-série)

- 2008-2012 : Merlin : Uther Pendragon (Anthony Stewart Head) (43 épisodes)
- 2014-2015 : Bankerot : Patrick « La P'tite Souris » Tandfeen (Nicolas Bro) (14 épisodes)
- 2015-2017 : X Company : Duncan Sinclair (Hugh Dillon) (25 épisodes)
- 2015-2019 : False Flag : Eithan Kopel (Mickey Leon) (25 épisodes)
- 2016 : Unforgettable : Clay Tendler (Gary Cole) (saison 4, épisode 12)
- 2016-2017 : Sense8 : Volker Bohm (Martin Wuttke) (3 épisodes)
- 2017 : Madam Secretary : Ian Conroy (Darren Pettie) (6 épisodes)
- 2017 : Elven - La Rivière des Secrets : Sundby (Roger Hilleren) (8 épisodes)
- 2017-2019 : Mindhunter : Bill Tench (Holt McCallany) (19 épisodes)
- 2018 : Il miracolo : le père Marcello (Tommaso Ragno) (8 épisodes)
- 2018 : Mystery Road : Keith Groves (Ernie Dingo) (5 épisodes)
- 2019 : Too Old to Die Young : Celestino (Celestino Cornielle) (4 épisodes)
- 2019 : Dark Crystal : Le Temps de la résistance : SkekSo, l'empereur (Jason Isaacs) (voix, 10 épisodes)
- 2019-2021 : Pennyworth : Arthur Pennyworth (Ian Puleston-Davies) (16 épisodes)
- 2020 : The New Pope : lui-même (Marilyn Manson) (saison 1, épisode 4)
- 2020 : The Comey Rule : Donald Trump (Brendan Gleeson) (mini-série)
- 2022 : The Boys : « La Légende » (Paul Reiser) (saison 3, épisodes 5 et 7)
- 2022 : Alger confidentiel : Reinhold Wegner (Martin Brambach) (mini-série)
- 2022 : Esterno notte : Cesare Curioni (Paolo Pierobon) (mini-série)
- 2022-2024 : Walker : Bonham Walker (Mitch Pileggi) (2e voix, saisons 2 à 4)
- 2023 : Fubar : Luke Brunner (Arnold Schwarzenegger)
- 2024 : The Day of the Jackal : Norman Stoke (Richard Dormer) (saison 1)
- 2025 : La Maison de David : Saül (Ali Suliman)

#### Téléfilm
- 2022 : Ray Donovan: The Movie : Raymond « Ray » Donovan (Liev Schreiber)

#### Séries d'animation
- 2024 : Terminator Zero : le Terminator[n 1]
- 2024 : Arcane : Loris (saison 2)

## Voix off

### Livres audio
Thierry Hancisse est le narrateur des livres audio suivants :
- Série de romans Le Clan des Otori de Lian Hearn :
  - Le Silence du Rossignol
  - Les Neiges de l'Exil
  - La Clarté de la Lune
- Le Royaume de Kensuké de Michael Morpurgo
- Nord-Michigan de Jim Harisson et Sara Oudin
- On était des loups de Sandrine Collette

### Documentaires
- Arnold Schwarzenegger dans :
  - Arnold (2023) : lui-même (mini-série documentaire en 3 parties)
  - Sly : Stallone par Stallone (2023) : lui-même (film documentaire)

- 2018 : Melville, le dernier samouraï
- 2019 : Le Nuage (série audio pour Spotify).
- 2023 : Nicolas de Staël, la peinture à vif

### Publicité
- 2023 : Parkside (outillages, Lidl) : lui-même (Arnold Schwarzenegger)

## Décorations et récompenses
- Officier dans l'Ordre des Arts et des Lettres
- 1994 : Grand Prix Gérard Philipe de la Ville de Paris
- Molières 2011 : Nomination au Molière du comédien dans un second rôle pour Un fil à la patte
- 2011 : Prix du Brigadier pour L'École des Femmes de Molière à la Comédie-Française
- 2011 : nomination au Meilleur acteur du Magritte du cinéma